# Чивыркуй
Чивырку́й (бур. Шэбэрхγγ) — упразднённый посёлок в Баргузинском районе Бурятии. Входил в городское поселение «Посёлок Усть-Баргузин». Упразднён в 2025 году.

## География
Расположен в 47 км (по прямой) к северу от Усть-Баргузина, на северо-восточном берегу Чивыркуйского залива озера Байкал, на правом берегу устья реки Большой Чивыркуй, на территории Забайкальского национального парка.

## История
Посёлок Чивыркуй Баргузинского района был создан для обеспечения проживания работников рыборазводного завода. Искусственное разведение популяции омуля осуществлялось на заводе в посёлке Чивыркуй в период с 1970 по 1987 годы. Завод не оправдал возложенных на него задач и его деятельность была прекращена. Постепенно, в связи с безработицей, жители покинули данную местность, объекты инфраструктуры пришли в непригодное для эксплуатации и проживания состояние, и населённый пункт прекратил существование.

## Население
| 2002 | 2010 |
| ---- | ---- |
| 0    | →0   |